# مرن رع الأول
مرن رع الأول (بالإنجليزية: Merenre Nemtyemsaf)‏ هو الملك الرابع من ملوك الأسرة المصرية السادسة وقد تولى الحكم في الفترة من 2283 ق.م حتى 2278 ق.م.